# Nathan Guy

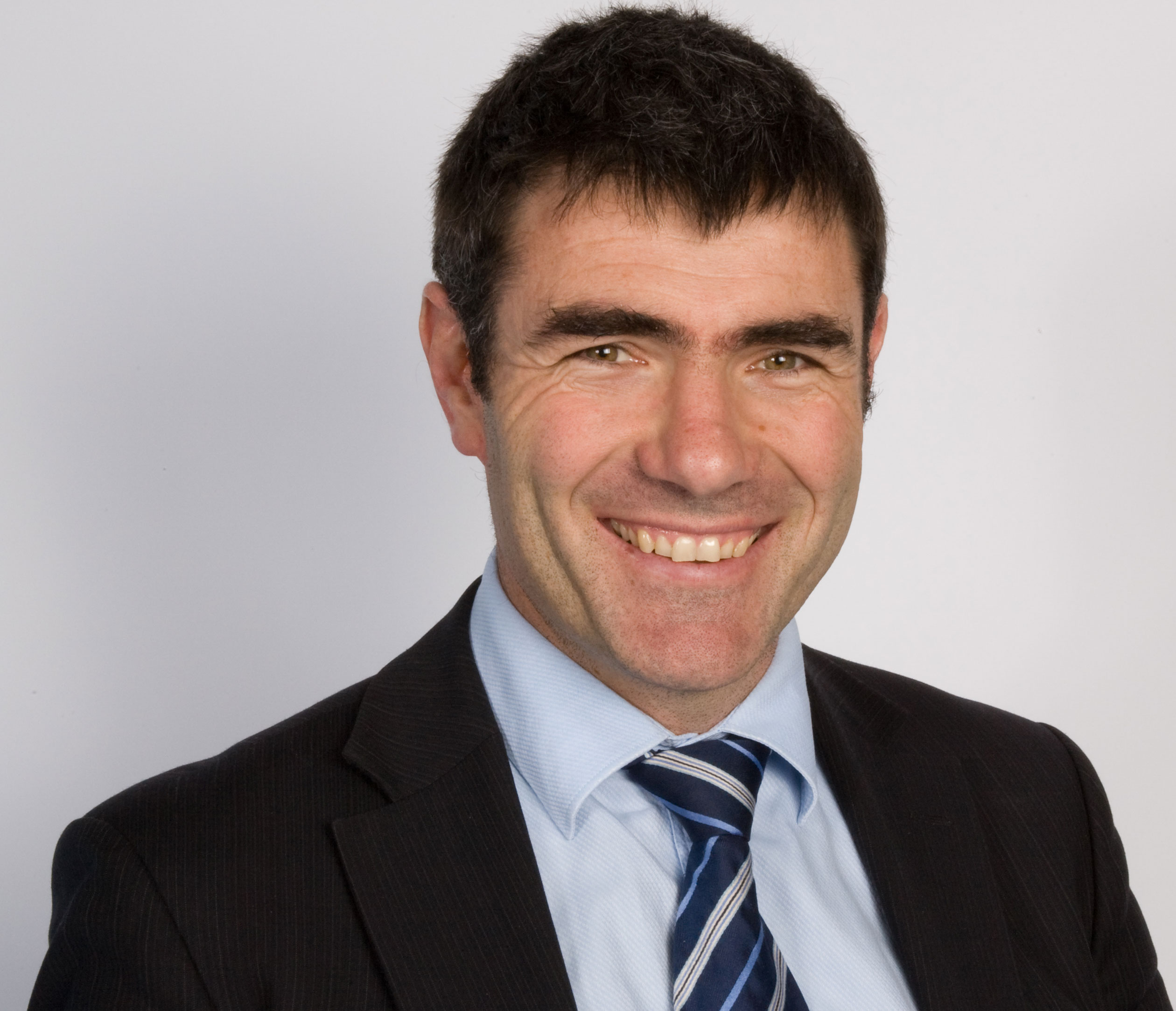
Nathan Guy

Hon. Nathan Guy (* 1970) ist ein neuseeländischer Politiker der New Zealand National Party (NP), der unter anderem von 2005 bis 2020 Mitglied des Repräsentantenhauses sowie mehrmals Minister war.

## Leben
Nathan Guy stammt aus einer kommunalpolitisch tätigen Familie und war der Sohn von Malcolm Guy, der Vorsitzender des Horowhenua County Council und von 1989 bis 1995 der erste Bürgermeister des Horowhenua District war. Sein Ururgroßvater, Duncan Guy, war Mitglied des Rates von Napier, während sein gleichnamiger Großvater Duncan Guy ebenfalls Vorsitzender des Horowhenua County Council war. Sein Urgroßvater mütterlicherseits, Fred Nathan, war von 1923 bis 1927 Bürgermeister von Palmerston North. Er selbst absolvierte ein Studium der Agrarwissenschaften an Massey University und war im Anschluss neben einer Tätigkeit als Landwirt auch in verschiedenen Trusts und Räten des Agrarsektors tätig. Sein politisches Engagement für die Nationale Partei NP (New Zealand National Party) begann er ebenfalls in der Kommunalpolitik und war zwischen 1998 und 2005 Mitglied des Horowhenua District Council.
Bei der Parlamentswahl am 17. September 2005 wurde Guy für die NP erstmals zum Mitglied des Repräsentantenhauses gewählt, dem er nach seinen Wiederwahlen 2008, 2011, 2014 und 2017 bis zum 17. Oktober 2020 angehörte. Zunächst war er vom 17. September 2005 bis zum 8. November 2008 auf der Landesliste der NP gewählt sowie im Anschluss zwischen dem 8. November 2008 und dem 17. Oktober 2020 im Wahlkreis „Ōtaki“. Zu Beginn seiner Parlamentszugehörigkeit war er zwischen dem 9. November 2005 und dem 20. Februar 2006 Mitglied des Ausschusses für Primärproduktion und danach in der NP-Fraktion vom 5. Dezember 2006 bis zum 13. Februar 2008 erst stellvertretender Parlamentarischer Geschäftsführer (Junior Whip) sowie im Anschluss zwischen dem 13. Februar 2008 und dem 15. Juni 2009 Parlamentarischer Geschäftsführer (Senior Whip). Zugleich war er vom 13. Dezember 2006 bis zum 3. Oktober 2008 Mitglied des Ausschusses für Parlamentsbeamte sowie zwischen dem 20. Februar 2008 und dem 16. Juli 2009 Mitglied des Ausschusses für Unternehmen. Daneben gehörte er vom 20. Februar 2008 und dem 3. Oktober 2009 auch noch dem Ausschuss für Privilegien sowie dem Ausschuss für Geschäftsordnung als Mitglied an und war ferner zwischen dem 8. Dezember 2008 und dem 20. Oktober 2011 Mitglied des Ausschusses der Parlamentarischen Dienstkommission PSC (Parliamentary Service Commission). Außerdem gehörte er vom 24. Juni 2009 bis zum 10. Februar 2010 noch dem Ausschuss für Justiz und Wahlen als Mitglied an.
Am 15. Juni 2009 wurde Nathan Guy im Kabinett Key I als Nachfolger von Richard Worth Innenminister und bekleidete dieses Amt bis zum 14. Dezember 2011, wobei er als Minister outside cabinet nicht dem eigentlichen Kabinett angehörte. Zeitgleich fungierte er vom 16. Juni 2009 bis zum 13. Dezember 2011 auch stellvertretender Justizminister und stellvertretender Verkehrsminister. Im darauf folgenden Kabinett Key II bekleidete er zwischen dem 14. Dezember 2011 und dem 7. Oktober 2014 das Amt als Minister für Rennsport und war daneben vom 14. Dezember 2011 bis zum 31. Januar 2013 sowohl Minister für Veteranenangelegenheiten als auch Einwanderungsminister, woraufhin in beiden Ministerien Michael Woodhouse am 13. Februar 2013 seine Nachfolge antrat. Er selbst wiederum übernahm am 30. Januar 2013 von David Carter den Posten als Minister für Primärindustrie, den er ebenfalls bis zum 7. Oktober 2014 bekleidete, nachdem er zuvor vom 14. Dezember 2011 bis zum 30. Januar 2013 bereits stellvertretender Minister für Primärindustrie und zwischen dem 29. und 30. Januar 2013 kommissarischer Minister für Primärindustrie war. Er fungierte zugleich zwischen dem 29. und 30. Januar 2013 als kommissarischer Minister für Lebensmittelsicherheit.
In dem am 8. Oktober 2014 gebildeten Kabinett Key III übernahm Nathan Guy weiterhin die Ämter als Minister für Primärindustrie sowie als Minister für Rennsport und bekleidete diese bis zum 12. Dezember 2016. Zugleich war er zwischen dem 5. September und dem 20. Dezember 2016 kommissarischer Minister für die staatliche Versicherungsgesellschaft ACC (Accident Compensation Corporation). Im anschließenden Kabinett English war er vom 12. Dezember 2016 bis zum 25. Oktober 2017 erneut Minister für Primärindustrie sowie zwischen dem 12. Dezember 2016 und seiner Ablösung durch Davida Bennett am 2. Mai 2017 zunächst auch weiterhin Minister für Rennsport. Im Zuge der Kabinettsumbildung am 2. Mai 2017 löste er wiederum Gerry Brownlee als Minister für Zivilschutz ab und bekleidete auch dieses Ministeramt bis zum 25. Oktober 2017. Außerdem war er zwischen dem 20. Dezember 2016 und dem 26. Oktober 2017 als stellvertretender Minister für wirtschaftliche Entwicklung.
Nachdem nach der Parlamentswahl 2017 die National Party nicht mehr an der Regierung beteiligt war, fungierte er zwischen dem 3. November 2017 und dem 12. März 2018 zunächst als Sprecher der NP-Fraktion für Primärindustrien und war im Anschluss vom 12. März 2018 bis zum 30. Juli 2019 in Personalunion Sprecher seiner Fraktion für Landwirtschaft, für Biosicherheit sowie für Lebensmittelsicherheit. Darüber hinaus gehörte er zwischen 15. November 2017 und dem 7. August 2019 erst dem Ausschuss für Primärproduktion und anschließend vom 7. August 2019 bis zum 6. September 2020 dem Umweltausschuss als Mitglied an.